# 哈努曼塔姆帕蒂
哈努曼塔姆帕蒂（Hanumanthampatti），是印度泰米尔纳德邦Theni县的一个城镇。总人口9436（2001年）。

## 人口
该地2001年总人口9436人，其中男性4725人，女性4711人；0—6岁人口1147人，其中男636人，女511人；识字率63.06%，其中男性为72.51%，女性为53.58%。